# Гекатомба
Гекато́мба (др.-греч. ἑκατόμβη, от ἑκᾰτόν βόες «сто быков») в Древней Греции — торжественное жертвоприношение из ста быков. В поэмах Гомера (например, в «Илиаде») — от 12 до 100 голов скота. Впоследствии — любое большое торжественное жертвоприношение, этим словом обозначалось любое количество жертвенных животных, даже если оно не доходило до ста.
Мы, окружая родник, на святых алтарях приносили
Вечным богам гекатомбы отборные возле платана,
Из-под которого светлой струёю вода вытекала.
Ныне чёрный корабль на священное море ниспустим,
Сильных гребцов изберём, на корабль гекатомбу поставим.
Согласно легенде, описанной у Диогена Лаэртского, с отсылкой к Аполлодору, в день, когда Пифагор открыл свою теорему, он принёс богам в жертву 100 быков
Процесс жертвоприношения состоял в следующем: после ритуального убийства животных, небольшая часть их туш сжигалась для того, чтобы небесные боги могли «отведать» дым; оставшееся мясо жарилось и устраивался пир.
В Афинах гекатомба совершалась во время самого значительного праздника Панафиней. По приносимой жертве месяц, на который приходился праздник, получил название гекатомбеон.
В переносном смысле гекатомба — огромные жертвы войны, террора, эпидемии и т. д.